# Peter Van Petegem
Peter Van Petegem (Opbrakel, Brakel, 18 de gener de 1970) va ser un ciclista belga, professional entre el 1992 i el 2007. Les seves principals victòries foren dues edicions del Tour de Flandes (1999 i 2003) i la París-Roubaix de 2003.

## Palmarès
- 1991
  - 1r al Internationale Wielertrofee Jong Maar Moedig
- 1994
  - 1r al Scheldeprijs
- 1995
  - 1r a la Fletxa costanera
- 1996
  - 1r al Trofeu Luis Puig
- 1997
  - 1r a l'Omloop Het Volk
  - 1r al Campionat de Flandes
  - 1r al Gran Premi Marcel Kint
  - Vencedor d'una etapa de la Challenge de Mallorca (Trofeu Alcúdia)
- 1998
  - 1r a l'Omloop Het Volk
  -  Plata al Campionat del món de ciclisme
- 1999
  - 1r al Tour de Flandes
  - 1r al Gran Premi E3
  - 1r als Tres dies de La Panne
- 2000
  - 1r al Gran Premi d'Isbergues
- 2001
  - 1r a la Kuurne-Brussel·les-Kuurne
  - 1r al Gran Premi d'Isbergues
  - Vencedor d'una etapa de la París-Niça
- 2002
  - 1r a l'Omloop Het Volk
  - 1r als Tres dies de La Panne i vencedor d'una etapa
  - 1r al Circuit Mandel-Lys-Escaut
  - 1r a la Gullegem Koerse
  - Vencedor d'una etapa del Tour de Wallonie
- 2003
  - 1r al Tour de Flandes
  - 1r a la París-Roubaix
  -  Bronze al Campionat del món de ciclisme

### Resultats a la Volta a Espanya
- 1995. 104è de la classificació general
- 1998. Abandona (20a etapa)
- 1999. Abandona (7a etapa)

### Resultats al Tour de França
- 1996. 116è de la classificació general
- 1997. 102è de la classificació general
- 1998. Abandona (15a etapa)

### Resultats al Giro d'Itàlia
- 1995. Abandona (15a etapa)